# 유은성
유은성(維恩成, 1977년 1월 3일 ~ )은 대한민국의 남자 가수이다.

## 학력
- 광성고등학교
- 아세아연합신학대학교
- 장로회신학대학교
- 안양대학교 대학원
- 장로회신학대학교 대학원
- 총신대학교 대학원